# Emily Cox
Emily Cox (* 23. Februar 1985 in Wien) ist eine britisch-irische Schauspielerin. Sie wuchs in Österreich auf, lebt in Wien und Berlin und besitzt sowohl die britische als auch die irische Staatsbürgerschaft.

## Leben

### Familie, Ausbildung und Theater
Emily Cox wurde als Tochter eines britischen Vaters und einer irischen Mutter geboren. Ihre Eltern sind beide als Pianisten tätig und kamen aufgrund eines Stipendiums nach Österreich. Sie wuchs zweisprachig (Englisch und Deutsch) in Wien auf. Neben ihrem Wohnsitz in Wien lebt sie in Berlin.
Nach ihrer Matura 2003 studierte Cox Schauspiel bis 2008 am Max Reinhardt Seminar in Wien. In der Spielzeit 2008/09 übernahm sie am Theater in der Josefstadt in Stephanie Mohrs Inszenierung Besuch bei dem Vater nach einer Vorlage von Roland Schimmelpfennig die Rolle der Isabel.

### Film und Fernsehen
Cox gab 2008 – noch während ihrer Schauspielausbildung – ihr Filmdebüt in Tobias Dörrs Kurzfilm Verwehte an der Seite von Susanne Lothar und Ulrich Mühe. Die Rolle des „Mädchens“ brachte ihr den Schauspielpreis des Internationalen Filmfestivals der Filmakademie Wien ein. Daraufhin wurde sie in zahlreichen Film- und Fernsehproduktionen besetzt. 2009 übernahm sie die Hauptrolle der Gretchen Dutschke-Klotz in Stefan Krohmers kombiniertem Dokumentar- und Spielfilm Dutschke. 2011 war sie als „Mizzi“, die unter einer neurologischen Störung leidende Tochter von Johannes Krisch im österreichischen Filmdrama Die Vaterlosen  zu sehen und in der Rolle der Liesl in Der stille Berg. 2012 spielte sie unter der Regie von Tim Trageser in dem ZDF-Krimi Kommissarin Lucas – Die sieben Gesichter der Furcht an der Seite von Ulrike Kriener in einer Episodenhauptrolle die Rolle der jungen Lehrerin Jeanette Wilson, die eine posttraumatische Belastungsstörung hat. Holger Barthel besetzte sie 2014 für seine österreichisch-deutsche Koproduktion Die Freischwimmerin erneut in der Hauptrolle einer Lehrerin. 2015 gelang ihr der internationale Durchbruch als Brida, eine der Hauptrollen in der BBC/Netflix-Serie The Last Kingdom, basierend auf den Saxon stories von Bernard Cornwell. Sie spielte diese Rolle bis 2022.
In Wolfgang Murnbergers österreichisch-deutscher Tragikomödie Nichts zu verlieren übernahm sie die Rolle der an einer Trauerreise teilnehmenden jungen Frau Miriam, die bei einem Motorradunfall ihren Mann wenige Monate zuvor verloren hat. Til Schweiger besetzte Cox 2018 in seiner Tragikomödie Head Full of Honey, dem englischsprachigen Remake von dessen 2014 erschienenen Honig im Kopf, in der Rolle der Altenheim-Leitung.
Im Sommer 2021 drehte sie für das Biopic Alma und Oskar von Dieter Berner, in dem sie an der Seite von Valentin Postlmayr als Oskar Kokoschka die weibliche Hauptrolle als Alma Mahler verkörperte. 2022 stand sie als titelgebende Lehrerin Julia für die vierteilige ARD-Serie Unschuldig – Der Fall Julia, nach einer Vorlage von Matthew Arlidge und Chris Lang zu der ITV-Fernsehserie Innocent, vor der Kamera. In der Folge Steirerstern  der Landkrimi-Reihe war sie 2022 in einer Episodenhauptrolle als Sängerin Jana Skoff zu sehen. 2023 spielt Cox eine zentrale Rolle in der ARD-Fernsehserie 37 Sekunden neben Paula Kober, Camill Jammal und Jens Albinus.
2024 wurde sie Mitglied der Europäischen Filmakademie.

## Filmografie

### Kino
- 2011: Die Vaterlosen
- 2011: Wie man leben soll
- 2014: Der stille Berg
- 2018: Head Full of Honey
- 2018: Womit haben wir das verdient?
- 2018: Wuff – Folge dem Hund
- 2019: Nur ein Augenblick
- 2021: Die Rettung der uns bekannten Welt
- 2022: Alma und Oskar

### Fernsehen

#### Fernsehfilme
- 2009: Dutschke
- 2010: Rammbock
- 2010: Hepzibah – Sie holt dich im Schlaf
- 2010: Killerjagd. Schrei, wenn du dich traust
- 2010: Der Täter
- 2011: Die Tänzerin – Lebe Deinen Traum
- 2014: Die Hebamme
- 2014: Die Freischwimmerin
- 2018: Nichts zu verlieren
- 2019: Danowski – Blutapfel
- 2024: Unsichtbarer Angreifer

#### Fernsehserien und -reihen
- 2009: SOKO Wien (Folge Wettlauf mit dem Tod)
- 2010: Schnell ermittelt (Folge Elsa Gorger)
- 2010: Polizeiruf 110: Zapfenstreich
- 2010: Der Winzerkönig (3. Staffel, Folge: Ende und Anfang)
- 2011: SOKO Kitzbühel (Folge Viererbande)
- 2012: Kommissarin Lucas – Die sieben Gesichter der Furcht
- 2013: Ein Fall für zwei (Folge Letzte Worte)
- 2014: CopStories (Folge Au Weh)
- 2014: Familie Dr. Kleist (Folge Wunden)
- 2014: Zorn – Tod und Regen
- 2015: Tatort: Hydra
- 2015: Schuld nach Ferdinand von Schirach (Folge: Schnee)
- 2015: Tatort: Kälter als der Tod
- 2015: Tatort: Gier
- 2015–2022: The Last Kingdom (34 Folgen)
- 2015: Homeland (Folge: Why Is This Night Different?)
- 2015: Ein Fall für zwei (Folge Grüne Soße)
- 2015: Spuren des Bösen: Liebe
- 2017: SOKO Leipzig (Folge Wer Wind sät)
- 2017–2020: jerks. (30 Folgen)
- 2018: Labaule & Erben (6 Folgen)
- 2019: Tatort: Wahre Lügen
- 2020: Die verlorene Tochter (6 Folgen)
- 2020: Blind ermittelt – Zerstörte Träume
- 2021: Hartwig Seeler – Ein neues Leben
- 2022: Landkrimi – Steirerstern
- 2023: Herzkino – Kleine Eheverbrechen
- 2023: 37 Sekunden
- 2024: Unschuldig – Der Fall Julia B.
- 2024: Achtsam Morden (Netflix-Miniserie)

### Kurzfilme
- 2007: Verwehte
- 2009: Kai & Kira
- 2012: Unser Lied

## Theater (Auswahl)
- 2008/09: Besuch bei dem Vater von Roland Schimmelpfennig, Regie: Stephanie Mohr (Theater in der Josefstadt, Rolle: Isabel)

## Hörspiel
- 2017: Eines Tages hörte er ein leises Rauschen von Matthias Abel (WDR)[14]
- 2019: Immer dienstags von Eva Lia Reinegger (WDR)[15]